# باول جيورج
باول جيورج (بالإنجليزية: Paul George)‏ (27 يناير 1994 في المملكة المتحدة - ) هو لاعب كرة قدم بريطاني في مركز جناح ‏. شارك مع منتخب أيرلندا الشمالية تحت 17 سنة لكرة القدم ومنتخب جمهورية أيرلندا تحت 17 سنة لكرة القدم ومنتخب جمهورية أيرلندا تحت 20 سنة لكرة القدم ومنتخب أيرلندا الشمالية تحت 21 سنة لكرة القدم. أما مع النوادي، فقد لعب مع دونفرملين أثلتيك ونادي سلتيك ونادي كليفتونفيل وهاميلتون أكاديميكال.

## وصلات خارجية
- باول جيورج على موقع قاعدة بيانات كرة القدم.إي يو (الإنجليزية)
- باول جيورج على موقع Soccerbase.com (لاعب) (الإنجليزية)
- باول جيورج على موقع Soccerway.com (الإنجليزية)
- باول جيورج على موقع AS.com (الإسبانية)